# École théologique de Nisibe

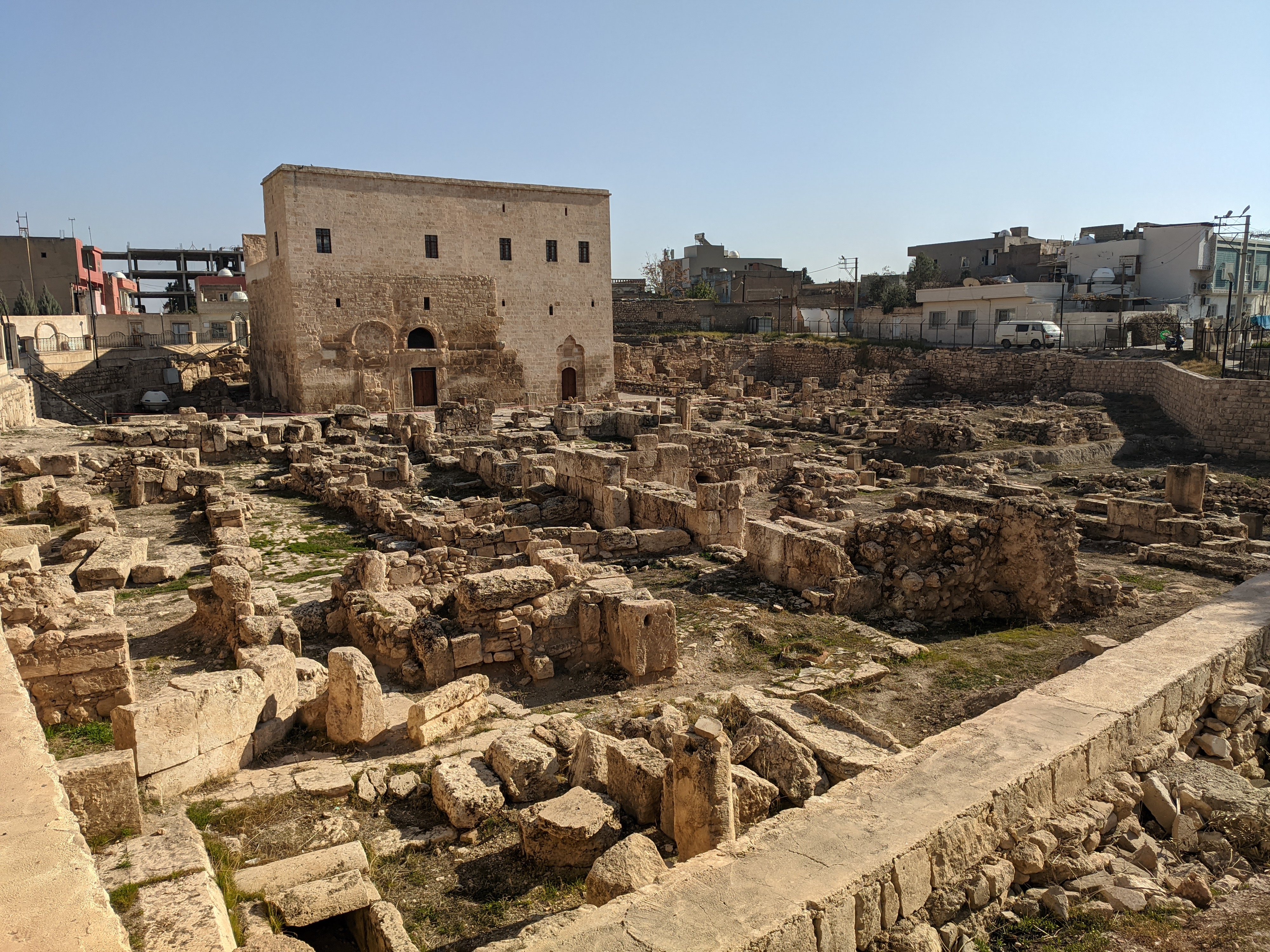
Vue extérieure sur le site archéologique de l'église Saint-Jacques de Nisibis à Nusaybin

L'école théologique de Nisibe (actuelle ville turque de Nusaybin dans la province de Mardin) fut une des grandes écoles théologiques des premiers siècles du christianisme. Elle fut la continuatrice de l'école d'Édesse (dite aussi école des Perses) après la fermeture de celle-ci en 489. Elle occupe une place importante dans l'histoire de l'Église de l'Orient.

## Histoire

### La première école de Nisibe
Il exista une première école de Nisibe au IVe siècle. En effet, après le concile de Nicée (325), l'évêque Jacques (mort en 340) décida de fonder une école de théologie dans sa ville, pour l'instruction des clercs de l'Église de l'Orient. La ville, cependant, se trouvait à cette époque en territoire romain, depuis la conquête de la région par Galère en 298 ; en territoire perse, sous le long règne de Chapour II (309-379), les chrétiens furent violemment persécutés. L'enseignement, dans cette école, se donnait déjà en syriaque ; il se limita sans doute à la lecture commentée des textes bibliques à des fins purement liturgiques. Éphrem le Syrien (306-373), natif de la ville, fut un des professeurs. Mais en 363, après la défaite et la mort de l'empereur Julien en Mésopotamie, son successeur Jovien abandonna aux Perses les territoires conquis en 298 ; la ville de Nisibe fut vidée de ses habitants, qui se replièrent sur Édesse, restée en territoire romain. L'école fut également reconstituée à Édesse, sous la direction d'Éphrem le Syrien. Quant à Nisibe, Chapour II la repeupla de douze mille Perses non chrétiens qui furent ensuite évangélisés progressivement.

### La fondation de la seconde école
La seconde école de Nisibe fut fondée par des théologiens syriens partisans de l'école théologique d'Antioche, c'est-à-dire disciples de Diodore de Tarse (330-394) et surtout de Théodore de Mopsueste (352-428), et opposés à la tendance représentée par Cyrille d'Alexandrie (376 ou 380-444). La doctrine cyrillienne ayant conquis notamment l'Égypte et la Syrie, la ville d'Édesse et son école théologique devinrent un bastion de résistance de ses adversaires sous l'épiscopat d'Ibas, évêque d'Édesse de 435 à sa mort en 457. Mais son successeur, Nonnus, était un cyrillien convaincu, et plus encore l'évêque suivant Qura, intronisé en 471, qui força Narsaï, directeur de l'école d'Édesse, à se réfugier de l'autre côté de la frontière romano-perse car sa vie était en danger. Narsaï se retira d'abord dans un monastère à Nisibe.
Les historiens ne sont pas d'accord sur la date exacte de la fondation de l'école de Nisibe : elle se situe entre 457 (date de la mort d'Ibas) et plusieurs années avant 489 (date de la fermeture de l'école d'Édesse sur l'ordre de l'empereur Zénon). L'évêque de Nisibe, Barsauma, tira Narsaï de son monastère pour le mettre à la tête de l'école à une date postérieure à 471, mais selon une tradition il existait déjà dans la ville une petite école dirigée par un certain Siméon Gramqaya, et Narsaï y aurait peut-être enseigné. Mais dès lors que Barsauma voulut mettre en place une institution plus importante, ce fut Narsaï qui en eut la responsabilité.
L'école fut installée dans un caravansérail désaffecté situé près de l'église cathédrale et de la résidence de l'évêque. Elle fut dotée par ses fondateurs d'un premier règlement qui n'a pas été conservé, mais qui devait s'inspirer de celui de l'école d'Édesse, dont venaient non seulement Narsaï, mais aussi plusieurs des premiers professeurs. L'école dut donc être d'emblée opérationnelle, et elle bénéficia dès l'origine du renom déjà acquis par l'école d'Édesse en général, et par Narsaï en particulier, surnommé le « docteur admirable », la « langue de l'Orient », la « harpe du Saint-Esprit », et réputé à la fois pour sa grande science théologique, sa maîtrise de la langue syriaque, et ses vertus ascétiques. Après 489, l'institution recueillit les professeurs et les élèves chassés d'Édesse et devint le grand centre d'enseignement de l'Église de l'Orient. Nisibe fut désormais pour les membres de cette Église la « mère des villes », la « mère de la science », la « ville de l'intelligence ». En 484, au concile de Beth Lapat, Barsauma avait fait adopter la théologie de Théodore de Mopsueste comme doctrine officielle de l'Église de l'Orient.
Cependant les relations entre Narsaï et Barsauma se détériorèrent rapidement, à cause de la femme de l'évêque qui détestait Narsaï selon la tradition. Le théologien décida bientôt de quitter Nisibe et se réfugia pendant six ans au couvent de Kfar Mari où il avait passé son enfance. Mais sa haute compétence manquait à l'école et il finit par être rappelé par Barsauma ; cependant, désormais, il habita à bonne distance du palais épiscopal pour éviter le retour des tensions. Barsauma mourut assassiné en 491, et cette mort fut le début d'un surcroît d'épreuves pour Narsaï, car les adversaires de sa théologie crurent l'heure venue de se débarrasser de lui, n'hésitant pas à le dénoncer comme espion byzantin auprès du roi Kavadh Ier (regn. 488-496, puis 499-531). Mais celui-ci avait nettement pris parti pour le courant théologique représenté par l'école de Nisibe, qui coupait l'Église de l'Orient de l'Empire romain ; il interdit même le monophysisme dans ses États, assurant l'exclusivité des théologiens de Nisibe en Perse.

### Le règlement de 496
Cependant la mauvaise conduite de certains élèves ternissant la réputation de l'école, il fut nécessaire d'adopter un nouveau règlement plus strict : fruit d'un travail collectif dirigé par Narsaï, il entra en vigueur en 496 et, contrairement au précédent, a été conservé ; c'est grâce à lui qu'on connaît la vie menée par les étudiants de Nisibe à la fin du Ve siècle.
Comme à Édesse, le directeur de l'école est l'« interprète » (mpachqana), c'est-à-dire le professeur chargé du commentaire de la Bible, choisi dans le corps professoral comme son membre le plus éminent ; tous doivent l'appeler Rabban, « Notre Maître ». Il est assisté pour toutes les questions matérielles du rabbaïtha, à la fois censeur, économe et bibliothécaire, élu pour un an. Le rabbaïtha préside aussi le conseil de discipline et est chargé de l'exécution des sanctions. Les élèves doivent s'appeler entre eux ah, « mon frère ». L'exclusion de l'école est prononcée pour les motifs suivants : l'hérésie (c'est-à-dire la déviance par rapport à la doctrine de Théodore de Mopsueste ; dans ce cas, il y a même expulsion de la ville) ; l'infraction à la règle de chasteté ou le fait de contracter un mariage ; la pratique de l'usure ; le vol, en particulier celui de livres ; le fait de se rendre en territoire byzantin (la frontière étant toute proche) ; le fait d'avoir été puni trois fois et de récidiver ; le fait d'essayer d'échapper à une punition en cherchant un défenseur à l'intérieur de l'école ou en s'enfuyant à l'extérieur. Pour les manquements moins graves, les punitions sont publiques ; le fouet est prévu dans les cas de violence physique ou verbale ou de calomnie envers un autre élève. L'instruction et la pension à l'école étant gratuites, l'exercice d'une autre activité que l'étude est interdit, sauf pendant la période des vacances, qui s'étend d'août à octobre, et qui peut être mise à profit pour gagner un peu d'argent. Les élèves peuvent avoir des biens personnels et en disposer. Ils vivent en groupe dans des chambres collectives où ils mangent et dorment. Si l'un des membres du groupe tombe malade, les autres doivent le prendre en charge.
Juste au-dessous du mpachqana dans la hiérarchie figure le maqriana ou « maître de lecture » : il enseigne l'art de lire correctement le syriaque classique (différent des dialectes araméens parlés), de chanter les cantiques et de composer des sermons dans cette langue. Ensuite vient le mactbana, le « maître d'écriture », chargé de l'aspect matériel de l'écriture, important pour la copie des livres manuscrits. La pédagogie est originale : ainsi, méthode qui remonte à Éphrem le Syrien, la leçon du mpachqana (qui est donc une homélie) prend souvent la forme d'un discours rimé et chanté, le memra.
À ce noyau de l'enseignement, qui est donc une formation à la fonction de prêtre et notamment à la liturgie, s'ajoute l'étude de l'Organon d'Aristote, dont la maîtrise est considérée comme nécessaire à une compréhension approfondie des commentaires de Théodore de Mopsueste. Accessoirement, des enseignements de rhétorique, d'histoire, de géographie et de sciences naturelles peuvent être dispensés.

### L'époque d'Abraham de Beth Rabban
À Narsaï, mort en 502 ou 503, succèdent un certain Élisée bar Kozbayé, en charge pendant sept ans, puis Abraham, petit-neveu de Narsaï. Celui-ci fut à la hauteur de son grand-oncle tant pour la qualité de son enseignement que pour sa profonde piété ; il contribua fortement à la constitution définitive de la langue théologique syriaque en révisant les traductions existantes des textes grecs, notamment de toute l'œuvre de Théodore de Mopsueste. D'autre part, le grand succès de l'école avait rendu son fonctionnement difficile : on parle de plus de mille élèves, qui ne pouvaient plus tous résider dans les locaux et devaient prendre pension chez l'habitant ; le règlement de 496 n'était donc plus guère applicable. Pour y remédier, Abraham se lança dans un grand programme de construction, avec l'édification d'un nouveau bâtiment consacré à l'enseignement, d'un autre comprenant quatre-vingts chambres collectives pour les élèves, et il adjoignit à l'école un hospice pour les malades (ksénadakian) et des bains pour l'hygiène. D'autre part, il acheta au nom de l'institution une ferme dont les revenus servaient à rémunérer les professeurs et à couvrir les frais d'entretien.
Abraham était assisté dans son enseignement par un de ses cousins appelé Jean, qui acquit aussi une grande réputation (tous deux étaient appelés « de Beth Rabban », c'est-à-dire « de la maison de Notre Maître », car ils appartenaient à la famille de Narsaï). Mais Abraham s'attira des haines du fait de son intransigeance dogmatique. Après qu'en 562 l'empereur Justinien eut conclu un traité de paix avec le roi Khosro Ier, il organisa à Constantinople une conférence entre théologiens byzantins et « nestoriens » (c'est-à-dire de l'Église de l'Orient) ; Abraham, très âgé à l'époque, ne put se déplacer lui-même, mais il présida à la rédaction du document définissant la position « nestorienne », qui fut représentée à Constantinople par l'évêque Paul de Nisibe ; le mpachqana se montra si rigide qu'il fit échouer tout rapprochement entre les Églises et qu'il excita la colère des partisans d'une plus grande souplesse. Ces tensions résultant du radicalisme doctrinal du directeur se ressentirent à l'intérieur de l'école et gênèrent son bon fonctionnement.
En 540, Khosro Ier décréta la fermeture de l'école ; cette décision s'inscrit dans une vague de persécution anti-chrétienne et fut accompagnée de la destruction de plusieurs églises et monastères et de l'exil du catholicos Mar Aba Ier. Les professeurs et les élèves se dispersèrent dans d'autres centres d'enseignement (écoles cathédrales ou monastiques), notamment à Ctésiphon. Quand l'école de Nisibe put rouvrir au bout de deux ans, seule une partie du personnel et des élèves revinrent, et l'établissement ne retrouva pas son ancienne importance.
Abraham organisa de façon remarquable son enseignement de mpachqana. L'étude de la Bible était répartie sur trois ans : le premier était consacré à l'étude des épîtres de saint Paul et du Pentateuque, le deuxième à celle des prophètes et des psaumes, le troisième à celle des Évangiles. Il classait les livres de la Bible en cinq catégories selon leur genre (historique, prophétique, proverbial, didactique et divers) et en trois catégories selon leur degré d'autorité (certaine, discutable ou nulle). Il avait défini sept angles d'approche des textes correspondant aux sept catégories d'Aristote : l'intention de l'auteur, l'utilité du texte, l'identité de l'auteur, l'ordonnance du texte, le motif de sa rédaction, la division en chapitres, le contenu. D'autre part, l'année scolaire avait été réorganisée en deux sessions, une d'été et une d'hiver, pour permettre aux élèves de participer aux travaux agricoles.

### Les échos en Occident
L'influence de l'enseignement d'Abraham s'étendit jusqu'en Occident : un de ses élèves, appelé Paul de Nisibe, ayant séjourné à Constantinople, transmit les leçons qu'il avait reçues de son maître à un certain Junillus Africanus, qui exerça dans les années 540 la fonction de questeur du Palais Sacré à la cour de Justinien ; celui-ci traduisit le texte de Paul en latin à la demande d'un évêque de sa province, Primase d'Hadrumète, sous le titre Instituta regularia divinae legis (c'est-à-dire « l'enseignement systématique de la théologie »). Junillus avait recommandé Paul à Primase comme l'un des meilleurs théologiens qu'on pût trouver à Constantinople ; il avait ajouté que sa science lui venait d'une « école des Syriens à Nisibe, où la théologie est enseignée par des maîtres publics de la même manière systématique que les disciplines profanes de la grammaire et de la rhétorique le sont ailleurs ». Il n'existait en effet aucune école de théologie chrétienne comparable dans l'Empire romain à cette époque. Il faut ajouter que quelques années plus tard, en 553, Théodore de Mopsueste fut condamné à titre posthume comme hérétique par l'Église romaine, et que la province d'Afrique fut un des principaux foyers de résistance à cette décision.
Un autre Occidental mentionne vers la même époque l'école de Nisibe : c'est l'Italien Cassiodore, fondateur à une date incertaine du monastère de Vivarium, dans la préface de ses Institutiones divinarum et saecularium litterarum, œuvre destinée aux moines. Il écrit ceci: « Avec le bienheureux Agapet, pape de la ville de Rome, je me suis efforcé de faire en sorte qu'à Rome ce soient plutôt les écoles chrétiennes, une fois les fonds réunis, qui s'assurent les services des maîtres reconnus, comme on rapporte que ce fut longtemps la coutume à Alexandrie, et comme on entend dire que maintenant encore les Juifs en donnent un exemple à Nisibe, une cité de Syrie » (le mot « Juifs » semble ici désigner de façon polémique les « nestoriens » ; le projet de Cassiodore et du pape, conçu en 535, ne put aboutir à cause de la guerre qui éclata alors en Italie ; on pense que Cassiodore entendit parler de l'école de Nisibe pendant le long séjour qu'il fit à Constantinople au cours de cette guerre).

### L'époque d'Hénana d'Adiabène
Abraham mourut en 569 après avoir dirigé l'école pendant environ soixante ans. Il fut remplacé pendant deux ans par un Ichoyahb qui devint ensuite évêque d'Arzoun, puis en 582 le catholicos Ichoyahb Ier. Le mpachqana suivant fut un autre Abraham (dit « de Nisibe »), qui fut lui-même remplacé en 572 par Hénana d'Adiabène.
L'enseignement d'Hénana suscita à la fois des adhésions enthousiastes et des dénonciations virulentes : il s'opposa à la radicalisation autour de l'autorité exclusive de Théodore de Mopsueste et continua à enseigner les autres maîtres. Il s'appuya beaucoup sur les œuvres de Philon d'Alexandrie et d'Origène. Il intégra dans son exégèse l'interprétation allégorique, traditionnellement liée à l'école d'Alexandrie et étrangère à celle d'Antioche : ses conceptions d'exégète étaient proches de la voie moyenne entre littéralisme et sens spirituel des textes préconisée par Jean Chrysostome. Il introduisit aussi des altérations de la théologie traditionnelle de l'Église de l'Orient : il admit le principe de la « communication des idiomes » (c'est-à-dire le fait qu'on puisse attribuer à chaque nature du Christ ce qui appartient à l'autre) et déclara ainsi qu'on pouvait appeler la Vierge Marie Mère de Dieu (Theotokos) et même qu'on pouvait dire « Dieu a été crucifié ». Il admit aussi la doctrine, étrangère à Théodore de Mopsueste, du péché originel cause de la mort de l'homme.
L'évêque de Nisibe Élie, hostile à l'enseignement d'Hénana, fonda dans les années 570 une seconde école appelée école de Beth Sahdé (« du martyrium »), où professa un mpachqana du nom d'Abimelek de Qardou, disciple rigoureux de Théodore de Mopsueste. En 585, un concile proclama l'autorité privilégiée de ce dernier dans l'Église de l'Orient et condamna ceux qui s'écartaient de sa doctrine ; mais entre-temps l'évêque Élie était mort et son successeur, Simon, partisan d'Hénana, s'abstint de se rendre au concile. En 590, Hénana et Simon réforment les statuts de l'école : une sélection est instituée à l'entrée, fondée sur un contrôle de connaissances, destiné probablement à écarter les partisans des "deux hypostases  (qnomê)" dans la personne du Christ. D'autre part, la discipline est renforcée, ce qui témoigne apparemment d'un relâchement en la matière : l'habitation hors de l'école est explicitement interdite ; soirées en ville et conversations prolongées avec des femmes entraînent une exclusion immédiate ; la mendicité est également prohibée ; la tonsure devient obligatoire pour les élèves, et leur habillement doit être modeste ; un corps de chefs de chambrée est institué, destiné à la surveillance des élèves.
Mais l'élément le plus intéressant du règlement de 590 est ailleurs : la transformation de l'hospice (le ksénadakian) en un département d'études médicales fonctionnant de manière autonome. Les étudiants en médecine sont séparés des étudiants en théologie et ont un statut inférieur. Le nouveau département est confié à un administrateur soumis à l'autorité du mpachqana. Il s'agissait en fait de la régularisation d'un enseignement qui existait déjà auparavant : on note par exemple que le futur éminent théologien Babaï le Grand (v. 550-628) enseigna la médecine dans le ksénadakian pendant le temps où il exerça à l'école de Nisibe, c'est-à-dire plusieurs années avant 590, ce qui traduit peut-être son opposition aux thèses d'Hénana ; ensuite il rejoignit l'abbé Abraham de Kachkar (mort en 586 ou 588) dans son monastère du mont Izla.
En 596, le nouveau catholicos Sabricho Ier réunit un synode qui condamne à nouveau Hénana et ses partisans. À la mort de Simon, il le remplace par Grégoire de Kachkar, un « nestorien » orthodoxe. Mais peu après le catholicos suspend les sanctions prises contre Hénana, et l'évêque Grégoire doit abandonner son siège sur l'ordre du roi Khosro II. À la cour royale, les miaphysites sont de plus en plus influents au cours des annèes qui suivent. Néanmoins, il est peu probable qu'ils aient pour cette raison soutenu le parti d'Hénana, qui reste un dyophysite, en dépit de l'interprétation extrémiste de Babaï le Grand. Mais l'épisode déclenche une terrible crise dans l'école : trois cents élèves, accompagnés de plusieurs professeurs, l'abandonnent et quittent la ville en procession en chantant des cantiques de pénitence, dont les futurs patriarches Ichoyahb II et III. L'école est exsangue (on rapporte que seulement vingt personnes restèrent auprès d'Hénana), mais le règlement est à nouveau révisé en 602 ; il est précisé qu'il doit être lu entièrement chaque année à la communauté.
Finalement, quelques années plus tard, l'école finit par revenir à l'orthodoxie « nestorienne ». Mais elle n'avait plus qu'une importance très secondaire. Le relais était pris par l'académie théologique établie à Ctésiphon auprès du catholicos. Au cours des siècles qui suivirent la conquête arabe vers 638, la région de Nisibe passa lentement et progressivement au christianisme jacobite. La bibliothèque de l'école, riche d'un millier de livres environ, fut incendiée au XIIe siècle sur l'ordre de Nur ad-Din, prince musulman d'Alep.
Un traité intitulé Cause de la fondation des écoles (`Elltha da-siam mauthba d-escolé), dû à un certain Barhadbshabba, qui fut évêque d'Halwan (publié dans la collection Patrologia Orientalis), a été conservé. L'auteur était un élève d'Hénana pour lequel il manifeste sa dévotion. Énumérant les différentes manières, ou « écoles », par lesquelles Dieu a bien voulu instruire ses créatures, d'abord les anges, ensuite Adam, etc., jusqu'aux écoles d'Édesse et de Nisibe, il illustrait ainsi un genre pratiqué depuis longtemps dans l'établissement : Élisée, le premier successeur de Narsaï, et après lui Abraham de Beth Rabban avaient composé des traités de même titre, aujourd'hui perdus.